# Campeonato Europeu de Hóquei em Patins masculino sub-17 de 2013
O Campeonato Europeu de Hóquei em Patins de Juvenis Masculinos 2013 foi a 32ª edição do Campeonato Europeu de Hóquei em Patins sub17, que se realiza todos os anos. Realizou-se em Alcobendas, Espanha, entre os dias 1 de Setembro e 7 de Setembro de 2013.

## Fase de grupos

### Grupo A
| Selecções  | Pts | J | V | E | D | GM | GS | DG  |
| ---------- | --- | - | - | - | - | -- | -- | --- |
| Espanha    | 12  | 4 | 4 | 0 | 0 | 25 | 2  | 23  |
| Itália     | 9   | 4 | 3 | 0 | 1 | 20 | 3  | 17  |
| Suíça      | 6   | 4 | 2 | 0 | 2 | 11 | 14 | -3  |
| Inglaterra | 3   | 4 | 1 | 0 | 3 | 6  | 23 | -17 |
| Áustria    | 0   | 4 | 0 | 0 | 4 | 5  | 25 | -20 |

1 de Setembro de 2013
|         | Jogo |       |
| ------- | ---- | ----- |
| Espanha | 5-0  | Suíça |

2 de Setembro de 2013
|            | Jogo |         |
| ---------- | ---- | ------- |
| Inglaterra | 1-10 | Itália  |
| Áustria    | 1-10 | Espanha |

3 de Setembro de 2013
|         | Jogo |            |
| ------- | ---- | ---------- |
| Suiça   | 7-3  | Áustria    |
| Espanha | 8-0  | Inglaterra |

4 de Setembro de 2013
|            | Jogo |         |
| ---------- | ---- | ------- |
| Itália     | 4-0  | Áustria |
| Inglaterra | 1-4  | Suíça   |
| Itália     | 1-2  | Espanha |

5 de Setembro de 2013
|         | Jogo |            |
| ------- | ---- | ---------- |
| Áustria | 1-4  | Inglaterra |
| Suíça   | 0-5  | Itália     |

### Grupo B
| Selecções | Pts | J | V | E | D | GM | GS | DG  |
| --------- | --- | - | - | - | - | -- | -- | --- |
| Portugal  | 12  | 4 | 4 | 0 | 0 | 29 | 4  | 25  |
| França    | 9   | 4 | 3 | 0 | 1 | 22 | 6  | 16  |
| Andorra   | 6   | 4 | 2 | 0 | 2 | 13 | 8  | 5   |
| Alemanha  | 3   | 4 | 1 | 0 | 3 | 9  | 14 | -5  |
| Israel    | 0   | 4 | 0 | 0 | 4 | 0  | 41 | -41 |

1 de Setembro de 2013
|          | Jogo |         |
| -------- | ---- | ------- |
| Portugal | 12-0 | Israel  |
| França   | 3-2  | Andorra |

2 de Setembro de 2013
|          | Jogo |          |
| -------- | ---- | -------- |
| Israel   | 0-14 | França   |
| Alemanha | 1-9  | Portugal |

3 de Setembro de 2013
|         | Jogo |          |
| ------- | ---- | -------- |
| Andorra | 8-0  | Israel   |
| França  | 4-1  | Alemanha |

4 de Setembro de 2013
|          | Jogo |         |
| -------- | ---- | ------- |
| Alemanha | 0-1  | Andorra |
| Portugal | 3-1  | França  |

5 de Setembro de 2013
|         | Jogo |          |
| ------- | ---- | -------- |
| Israel  | 0-7  | Alemanha |
| Andorra | 2-5  | Portugal |

## Fase final
Horas no fuso Horário CET (menos 1 hora em Portugal Continental e na Madeira.

### Apuramento do campeão
|  | Meias Finais         | Meias Finais         |   |                | Final          | Final |  |
|  |                      |                      |   |                |                |       |  |
|  | 6-Set-13 18:45 (J24) |                      |   |                |                |       |  |
|  | Portugal             | 8                    |   |                |                |       |  |
|  | Itália               | 1                    |   |                |                |       |  |
|  |                      |                      |   |                |                |       |  |
|  |                      |                      |   |                | 7-Set-13 20:00 |       |  |
|  |                      |                      |   |                | Portugal       | 6     |  |
|  |                      | França               | 3 |                |                |       |  |
|  |                      |                      |   |                |                |       |  |
|  |                      |                      |   |                |                |       |  |
|  |                      |                      |   |                | 3º lugar       |       |  |
|  | 6-Set-13 20:00 (J25) | 6-Set-13 20:00 (J25) |   | 7-Set-13 18:45 | 7-Set-13 18:45 |       |  |
|  | Espanha              | 1                    |   | Itália         | 1              |       |  |
|  | França               | 3                    |   |                | Espanha        | 5     |  |

### 5º ao 8º lugar
|  | Etapa classificatória | Etapa classificatória |   |                | Quinto lugar   | Quinto lugar |  |
|  |                       |                       |   |                |                |              |  |
|  | 6-Set-13 16:15 (J22)  |                       |   |                |                |              |  |
|  | Inglaterra            | 2                     |   |                |                |              |  |
|  | Andorra               | 6                     |   |                |                |              |  |
|  |                       |                       |   |                |                |              |  |
|  |                       |                       |   |                | 7-Set-13 17:30 |              |  |
|  |                       |                       |   |                | Andorra        | 5            |  |
|  |                       | Alemanha              | 1 |                |                |              |  |
|  |                       |                       |   |                |                |              |  |
|  |                       |                       |   |                |                |              |  |
|  |                       |                       |   |                | Sétimo lugar   |              |  |
|  | 6-Set-13 17:30 (J23)  | 6-Set-13 17:30 (J23)  |   | 7-Set-13 16:15 | 7-Set-13 16:15 |              |  |
|  | Suíça                 | 1                     |   | Inglaterra     | 3              |              |  |
|  | Alemanha              | 2                     |   |                | Suíça          | 1            |  |

### 9º e 10º lugar
|         | Ag  |        | 1ª Mão | 2ª Mão |
| ------- | --- | ------ | ------ | ------ |
| Áustria | 7-5 | Israel | 5-0    | 2-5    |

## Classificação Final
| Pos | País       |
| --- | ---------- |
|     | Portugal   |
|     | França     |
|     | Espanha    |
| 4   | Itália     |
| 5   | Andorra    |
| 6   | Alemanha   |
| 7   | Inglaterra |
| 8   | Suíça      |
| 9   | Áustria    |
| 10  | Israel     |

| Campeões Europeus 2013 |
| ---------------------- |
| PORTUGAL 12º           |